# Argent
Argent — англійський рок-гурт, утворений наприкінці шістдесятих років піаністом та органістом популярного гурту The Zombies Родом Орджентом (Rod Argent), 14.06.1945, Сент-Олбенс, Велика Британія.
Після розпаду The Zombies Орджент зібрав новий гурт, до якого ввійшли: Pace Боллард (Russ Ballard), 31.10.1947, Уолтем Кросе (Welthem Cross), Велика Британія — гітара, вокал; Боб Хенріт (Bob Henrit), 2.05.1944, Брохбурн, Велика Британія — ударні та Джим Родфорд (Jim Rodford), 7.07.1941, Сент-Олбенс, Велика Британія — бас.
До першого альбому групи ввійшла композиція Болларда «Liar», що стала їх концертним хітом і яка 1971 року була популяризована у США формацією Three Dog Night. 3 третього лонгплею «All Together Now» походив твір «Hold Your Head Up», що опинився у першій п'ятірці американського та британського чартів, а з альбому «In Deep» на топ-аркуші потрапила композиція «God Gave Rock'n'RollTo You».
1974 року Боллард, який вже мав репутацію творця хітів, вирішив залишити гурт і зайнятись сольною кар'єрою. На його місце було взято Джона Веріті (John Verity), 3.07.1949, Бредфорд, Велика Британія, а також запрошено ще одного музиканта — Джона Грімалді (John Grimaldie), 25.05.1955, Сент-Олбенс, Велика Британія — віолончель, мандоліна, скрипка. Однак цим зміненим складом група запропонувала лише малоефектні інструментальні імпровізації і 1976 року взагалі припинила свою діяльність.
Після розпаду гурту Родфорд приєднався до The Kinks, а Орджентз успіхом працював як продюсер та студійний музикант, а найвдалішою його продюсерською роботою стали два перші альбоми Таніти Тікарам.

## Дискографія
- 1970: Argent
- 1971: Ring Of Hands
- 1972: All Together Now
- 1973: In Deep
- 1974: Nexus
- 1974: Encore — Live In Concert
- 1975: Circus
- 1975: Counterpoint
- 1976: The Best Of Argent
- 1978: Hold Your Head Up
- 1982: Rock Giants
- 1982: Anthology
- 1990: Greatest Hits
- 1991: Music From The Spheres
- 1993: Encore

| Валторна | Це незавершена стаття про музичний колектив. Ви можете допомогти проєкту, виправивши або дописавши її. |